# Шибальба

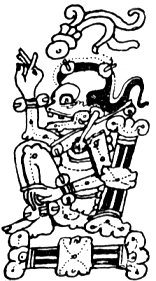
Бог смерти и владыка подземного мира Ах-Пуч, Дрезденский кодекс

Шибальба́ (исп. Xibalbá [ʃibalˈba]; юк. Xib'alb'a [ʃiɓalˈɓa]; киче Mitnal) — название преисподней у майя, находящейся под землёй. По представлениям майя, владыки Шибальбы́ поражали людей болезнями. Например, владыки Шикирипат и Кучумакик вызывали кровотечения у людей, Ах-Альпух и Ах-Алькана вызывали желтуху (чуканаль), Шик и Патан вызывали горловые кровотечения со смертельным исходом у путешественников.
Шибальба была полна ловушек и опасностей. Даже дорога в Шибальбу была смертельно опасной: по пути нужно было пересечь реку, наполненную скорпионами, затем реку, наполненную кровью, и реку, наполненную гноем. Затем путешественник попадал на перекрёсток четырёх дорог, которые разговаривали с целью испугать и обмануть путника. Преодолев все опасности, путник попадал в совет Шибальбы, членами которого были владыки Шибальбы. Рядом с ними сидели искусно выполненные чучела, чтобы унизить путников, которые по ошибке приветствовали манекенов. После приветствия путнику предлагали присесть на скамью, которая на самом деле была раскалённой плитой для приготовления пищи. Так владыки Шибальбы развлекались со своими гостями перед тем, как отправить их на одно из смертельных испытаний.
В эпическом произведении народа киче «Пополь-Вух» близнецы Хун-Ахпу и Шбаланке (дети Шкик, дочери вышеупомянутого Кучумакика, которая понесла их от слюны черепа Хун-Хун-Ахпу) спускаются в Шибальбу́ и приносят в жертву её владык, отомстив за отца Хун-Хун-Ахпу и дядю Вукуб-Хун-Ахпу.
По мифам, Шибальба состоит из девяти слоёв или уровней. Представлялась змееподобной пещерой или гротом. Вход был — крутой обрыв, предположительно скала.
Верования и мифы древних майя о месте подземного мира (Шибальбе) описаны в книге «Пополь-Вух». В Шибальбе находится 4 реки (кровавая, белая, жёлтая и чёрная), которые, по мнению специалистов, идентифицируются со священными сенотами.
В Шибальбе находились так называемые «Дома испытаний», где человека подвергали пыткам. Сама суть Шибальбы в том, чтобы через пытки отлучить душу человека от тела. Всего упоминалось о шести «Домах»: Доме Холода, Доме Пламени, Доме Ягуара, Доме Летучей Мыши (которым управлял Кама Соц, бог в облике летучей мыши-вампира), Доме Обсидиановых Ножей и Доме Мрака. В последнем из них и находились верховные божества Шибальбы.

## В массовой культуре
- Шибальба упоминается в мультфильме «Дорога на Эльдорадо» (2000), телесериале «От заката до рассвета» и в сериале «Рухнувшие небеса» (9-й эпизод 3-го сезона называется «Путешествие в Шибальбу»). Также в книге Надежды Камзулиной «Дальнобойные истории».
- Шибальба и «Дома испытаний» упоминаются в игре «Tomb Raider: Underworld». Также Шибальба упоминается в играх «Serious Sam: Second Encounter», «Xibalba» и «Atlantis II».
- Под названием Xibalba известны несколько музыкальных коллективов, в том числе мексиканская блэк-метал группа, в своих текстах немало места уделявшая древней мексиканской культуре, и метал-проекты из Словакии и США, кроме того, песня «In Yumen-Xibalba» греческой блэк-метал группы Rotting Christ.
- В х/ф «Фонтан» (2006, реж. Даррен Аронофски) основным мотивом присутствует тематика мифологии майя, Древо Жизни, поиск бессмертия. Иззи, жена главного героя Тома, когда они вместе наблюдают на балконе в телескоп, показывает ему звезду Шибальба и рассказывает про соответствующие верования майя. Музыкальная тема № 6 к фильму «Фонтан», в исполнении групп Kronos Quartet и Mogwai, тоже называется «Xibalba».
- В мультфильме «Книга Жизни» (2014) Шибальба — имя одного из главных персонажей, правителя Страны Забвения.
- В игре «Deadfall Adventures» главный герой Ли Квотермейн должен остановить бывшего нациста от получения последней части артефакта Сердце Атлантиды в Шибальбе.
- В DLC к игре «Injustice 2» персонаж Чаровница использует спецприём «Шибальба», чтобы призвать демона, который атакует противника или защищает игрока.
- В игре « Itorah» Шибальба называют колдунью которая насылает скверну на мир разрушая его.

## Документальные фильмы о Шибальбе
- «Подземные пришельцы» (Underground Aliens) — 4-я серия 2-го сезона телесериала «Древние пришельцы»